# 고질라 13 - 고질라 대 지간
고질라 13 - 고질라 대 지간(일본어: 地球攻撃命令 ゴジラ対ガイガン, Earth Assault Order: Godzilla Vs. Gigan)은 일본에서 제작된 후쿠다 준 감독의 1972년 영화이다. 이시카와 히로시 등이 주연으로 출연하였고 타나카 토모유키 등이 제작에 참여하였다.

## 출연

### 주연
- 이시카와 히로시

### 조연
- 히시미 유리코
- 타카시마 미노루
- 후지타 스스무
- 무라이 쿠니오
- 시미즈 겐
- 쿠사카와 나오야
- 오마에 와타루
- 나카지마 하루오
- 사츠마 켄파치로

## 제작진
- 원작자: 키무라 타케시
- 미술: 혼다 요시후미